# Hawalli (província)

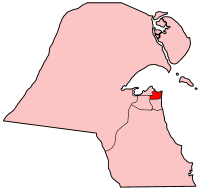
Hawalli.

Hawalli é uma das seis muhafazat do Kuwait.

## Dados
Capital: Hawalli
População: 488 294 hab.

## Distritos
A muhafazah de Hawalli está dividida em 10 distritos:
- Salmiya
- Hawalli
- Jabriya
- Bayan
- Salwa
- Qurtoba
- Mishref
- Sabah Al-Salem
- Surra
- Yarmouk